# Luxemburg op het Eurovisiesongfestival 1991
Luxemburg nam deel aan het Eurovisiesongfestival 1991 in Rome, Italië. Het was de vijfendertigste deelname van het land aan het Eurovisiesongfestival.

## Selectieprocedure
Het lied en de zangeres werden intern door de omroep gekozen. De omroep koos voor de zangeres Sarah Bray om het land te vertegenwoordigen met het lied Un baiser volé. 

## In Rome
Op het songfestival trad Luxemburg als zevende aan, na Oostenrijk en voor Zweden. Aan het eind van de puntentelling stond het land op een 14de plaats met 29 punten. 
Nederland deed niet mee in 1991 en België had 2 punten over voor deze inzending.

### Gekregen punten

#### Finale
| 12 punten    | 10 punten              | 8 punten                                    | 7 punten                     | 6 punten |
| ------------ | ---------------------- | ------------------------------------------- | ---------------------------- | -------- |
|              |                        |                                             |                              |          |
| 5 punten     | 4 punten               | 3 punten                                    | 2 punten                     | 1 punt   |
| - Oostenrijk | - Denemarken - IJsland | - Duitsland - Turkije - Verenigd Koninkrijk | - België - Cyprus - Portugal | - Zweden |

### Punten gegeven door Luxemburg

#### Finale
Punten gegeven in de finale:
| 12 punten | Zwitserland         |
| 10 punten | Malta               |
| 8 punten  | Ierland             |
| 7 punten  | Zweden              |
| 6 punten  | Spanje              |
| 5 punten  | Israël              |
| 4 punten  | Cyprus              |
| 3 punten  | Verenigd Koninkrijk |
| 2 punten  | Portugal            |
| 1 punt    | Noorwegen           |

1956 · 1957 · 1958 · 1959 · 1960 · 1961 · 1962 · 1963 · 1964 · 1965 · 1966 · 1967 · 1968 · 1969 · 1970 · 1971 · 1972 · 1973 · 1974 · 1975 · 1976 · 1977 · 1978 · 1979 · 1980 · 1981 · 1982 · 1983 · 1984 · 1985 · 1986 · 1987 · 1988 · 1989 · 1990 · 1991 · 1992 · 1993 · 1994-2023 · 2024 · 2025